# Castle Frome
Castle Frome est une paroisse civile et un village du Herefordshire, en Angleterre.